# Хлян Роман Васильович
Рома́н Васи́льович Хля́н — сержант Збройних сил України, командир танка.

## З життєпису
Його батько все життя прослужив у ремонтно-відновлювальному батальйоні контрактником. З травня 2013 року Роман за контрактом служить у 24-й окремій механізованій бригаді в Яворові.

## Нагороди
26 липня 2014 року — за особисту мужність і героїзм, виявлені у захисті державного суверенітету та територіальної цілісності України, вірність військовій присязі під час російсько-української війни, відзначений — нагороджений орденом «За мужність» III ступеня.